# Copa São Paulo de Basquete Masculino
A Copa São Paulo de Basquete Masculino é uma competição basquetebol da modalidade masculina organizada pela Federação Paulista de Basketball (FPB). O evento foi criado com o propósito de ampliar o calendário adulto para uma temporada completa de doze meses.

## História
Em 2019, a FPB anunciou a criação desta competição com o propósito de ser disputada no primeiro semestre de 2020, ampliando assim o calendário adulto para uma temporada completa de doze meses. Seguindo o planejamento, a organização divulgou o regulamento da primeira edição em fevereiro de 2020, quando seria disputada por seis participantes; contudo, a mesma foi suspensa temporariamente em decorrência da pandemia de COVID-19. Em julho do mesmo ano, a organização anunciou um novo período de inscrições. Por conseguinte, o torneio foi readequado e transferido para a cidade de Sorocaba, onde o Osasco conquistou o primeiro título ao vencer o Tatuí na decisão. Já o terceiro lugar ficou com a Liga Sorocabana, que derrotou o Assis.
O número de participantes aumentou para seis no ano seguinte, quando uma fase inicial foi realizada para definir os integrantes da final four. As quatro equipes que avançaram ao final four foram: LSB (1.º), Paulistano (2.º), Corinthians (3.º) e Assis (4.º). A fase decisiva foi novamente realizada em Sorocaba. Na grande final, o Paulistano derrotou a Liga Sorocabana (LSB), por 62 a 57, e faturou o título inédito. Já o Assis venceu o Corinthians, por 72 a 69, e ficou com o terceiro lugar.

## Campeões

### Títulos por equipes
| Clubes                 | Títulos  | Vices           | 3.º lugar       | 4.º lugar |
| ---------------------- | -------- | --------------- | --------------- | --------- |
| Liga Sorocabana        | 1 (2023) | 1 (2021)        | 2 (2020 e 2022) | —         |
| Osasco                 | 1 (2020) | —               | —               | —         |
| Paulistano             | 1 (2021) | —               | —               | —         |
| São José               | 1 (2022) | —               | —               | —         |
| Tatuí                  | —        | 2 (2020 e 2023) | —               | 1 (2022)  |
| AZ Basquete Araraquara | —        | 1 (2022)        | —               | —         |
| Assis                  | —        | —               | 1 (2021)        | 1 (2020)  |
| Mogi das Cruzes        | —        | —               | 1 (2023)        | —         |
| Corinthians            | —        | —               | —               | 1 (2021)  |
| Basquete Pinda         | —        | —               | —               | 1 (2023)  |